# Alibaba Cloud
Alibaba Cloud, также известная как Aliyun (кит. 阿里云) — компания, предоставляющая ресурсы для облачных вычислений, дочерняя компания Alibaba Group. Международная регистрация в Сингапуре.

## Деятельность
Alibaba Cloud предлагает облачные услуги с оплатой по факту использования и включает эластичные ресурсы, хранение объектов, хранение данных, облачные базы данных, реляционные базы данных, инфраструктуру как услугу, платформу как услугу, программное обеспечение как услугу, обработку больших данных, защиту от DDoS, электронную коммерцию, Интернет вещей и сети доставки контента. А также управление кластерами на основе Kubernetes.
По данным Gartner, это крупнейшая компания облачных вычислений в Китае и в Азиатско-Тихоокеанском регионе. Alibaba Cloud управляет центрами обработки данных в 24 регионах и 74 зонах доступности по всему миру. По состоянию на июнь 2017 года Alibaba Cloud находится в магическом квадранте сегмента рынка.